# Clematis phlebantha
Clematis phlebantha är en ranunkelväxtart som beskrevs av L. H. J. Williams. Clematis phlebantha ingår i släktet klematisar, och familjen ranunkelväxter. Inga underarter finns listade i Catalogue of Life.